# Stark Love
Stark Love is een Amerikaanse dramafilm uit 1927. De film werd in 2009 opgenomen in de National Film Registry.

## Rolverdeling
| Acteur        | Personage     |
| ------------- | ------------- |
| Helen Mundy   | Barbara Allen |
| Forrest James | Rob Warwick   |
| Reb Grogan    | 'Quill' Allen |
| Silas Miracle | Jason Warwick |